# Аделфі (острови)
Аде́лфі (грец. Αδελφοί) — острови у західній частині Егейського моря, належать до архіпелагу Північні Споради. Територіально належать до муніципалітету Алонісос ному Магнісія периферії Фессалія.
Архіпелаг складається з двох островів — Аделфі (1,03 км²) та Аделфопуло (0,39 км²). Заселеним є більший — Аделфі. Вкриті чагарниками.